# Alfredo Pallone

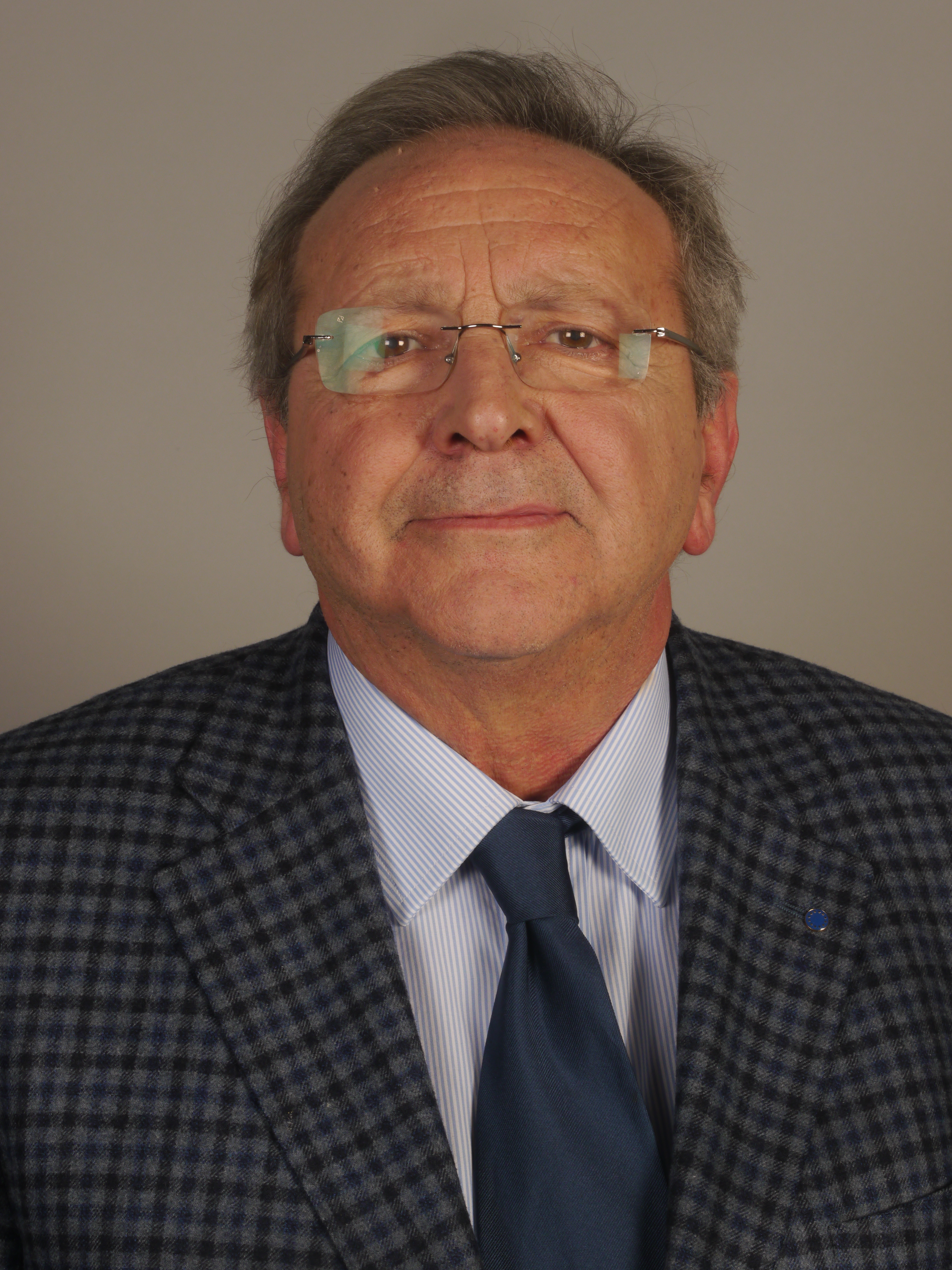
Alfredo Pallone, 2014

Alfredo Pallone (* 13. September 1947 in Frosinone) ist ein italienischer Politiker (Il Popolo della Libertà).

## Leben
Pallone studierte Soziologie an der Universität La Sapienza in Rom. 1985 wurde er Leiter des Tourismusbüros der Provinz Frosinone und zweiter Bürgermeister seiner Heimatstadt Frosinone.
Von 2000 bis 2005 saß er für die Partei Forza Italia im Regionalrat von Latium. Er war seit 2009 Abgeordneter im Europäischen Parlament. Im November 2013 schloss sich Pallone der von Angelino Alfano gegründeten Partei Nuova Centrodestra an.
Mit der Konstituierung des 8. Europäischen Parlaments nach der Europawahl 2014 schied er aus dem Parlament aus.